# Nodaria olivacea
Nodaria olivacea är en fjärilsart som beskrevs av Louis Beethoven Prout 1929. Nodaria olivacea ingår i släktet Nodaria och familjen nattflyn. Inga underarter finns listade i Catalogue of Life.